# カルロヴィッツ条約
カルロヴィッツ条約（カルロヴィッツじょうやく）は、1699年にオスマン帝国とヨーロッパ諸国との間に結ばれた講和条約。この条約で、オスマン帝国は初めてヨーロッパ諸国に領土を割譲し、オーストリアは三十年戦争以来の長期の低迷を脱して中ヨーロッパへの拡大を開始する契機を得た。
なお、この時のオスマン帝国の交戦国のうちロシアはカルロヴィッツ条約には参加せず、翌1700年に個別にコンスタンティノープル条約を結んでいるが、本項で併せて取り扱う。
コンスタンティノープル条約は、ロシアにとっては黒海・バルカン半島を目指す南下政策の第一歩となった条約である。

## 締結の経緯
17世紀後半、オスマン帝国はキョプリュリュ家の長期政権のもとでオーストリア、ヴェネツィア、ポーランド、ロシアの諸国と相次いで戦い、ヨーロッパにおいて史上最大の版図を実現していた。キョプリュリュ家の政権を継承したカラ・ムスタファ・パシャはこの成功の総決算として1683年、オーストリア領の奥深く侵攻し、第二次ウィーン包囲を敢行するが、ポーランドを中心とする中央ヨーロッパ諸国連合軍の反抗を受けて惨憺たる失敗に終わった。カラ・ムスタファはベオグラードに撤退し、敗軍の立て直しを計ろうとしたが、その矢先に政敵の讒言を受けたメフメト4世の勅令によって同地で処刑され、オスマン軍は有力な指揮官を失うこととなった。
一方、この包囲戦を契機に中央ヨーロッパの諸国はローマ教皇インノケンティウス11世の呼びかけを受けて大同団結し、教皇領、オーストリア、ポーランド、ヴェネツィアからなる神聖同盟を結成、イスラム勢力のキリスト教世界からの追放を旗印に、オスマン帝国との長期戦に突入した（大トルコ戦争）。後にポーランドの誘いにより、ウクライナ（ポドリア）の領有をめぐってオスマン帝国と潜在的敵対関係にあった非カトリックのロシアも1686年に加盟、1687年に参戦してオスマン帝国の従属国であるクリミア・ハン国への遠征を繰り返した。敗戦及びカラ・ムスタファの処刑に伴う混乱に加えて、多正面での戦闘を余儀なくされたオスマン帝国は各方面で領土を奪われ、ヨーロッパにおける勢力の大幅な後退を余儀なくされた。
戦争の後期には戦線が膠着し、末期にはゼンタの戦いなどの戦闘はあったが、ほとんど戦闘が行われないまま講和の交渉が行われた。交渉は難航したが、オスマン帝国はロシアを除く各国と1699年にハンガリー南部のカルロヴィッツで講和条約を締結、ロシアとは翌1700年に首都イスタンブールでコンスタンティノープル条約を締結し、戦争を終結させた。

## カルロヴィッツ条約の主な内容
- オーストリアにオスマン帝国領ハンガリー、トランシルヴァニア公国、スラボニアを割譲。
- ヴェネツィアにダルマチア、モレアを割譲。
- ポーランドにポドリアを割譲。

## コンスタンティノープル条約の主な内容
- ロシアにアゾフを割譲。カルロヴィッツ条約では、ロシアとオスマン帝国の間は3年間の休戦しか合意されておらず、ロシア外交を主導していたフョードル・ゴロヴィンによって最終的にコンスタンティノープルで締結された[1]。